# Jana Schemjakina

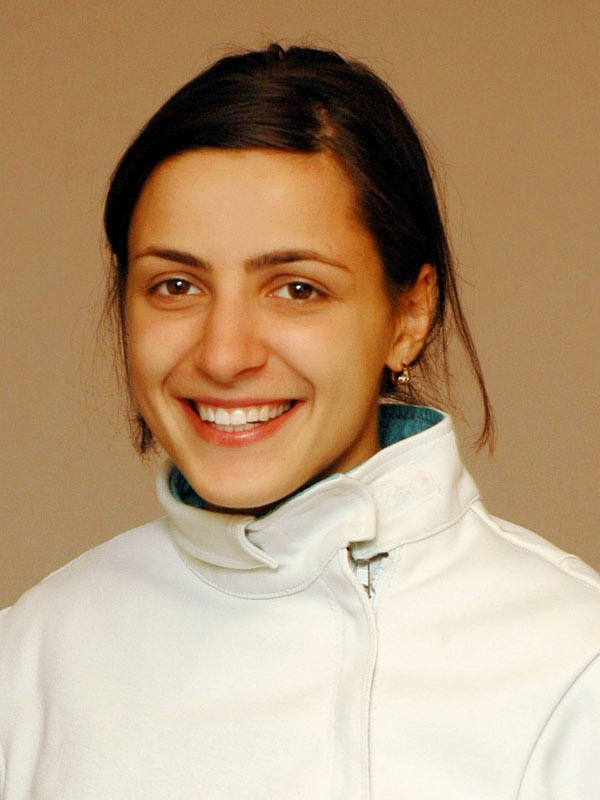
Jana Schemjakina (2006)

Jana Wolodymyriwna Schemjakina (ukrainisch Яна Володимирівна Шемякіна, englisch Yana Shemyakina; * 5. Januar 1986 in Lemberg, Ukrainische SSR, Sowjetunion) ist eine ukrainische Degenfechterin und Olympiasiegerin.

## Erfolge
Schemjakina wurde 2005 in Zalaegerszeg Einzeleuropameisterin und dritte mit der Mannschaft, 2009 erreichte sie den dritten Platz im Einzel. Bei der Sommer-Universiade 2007 gewann sie sowohl im Einzel als auch mit der Mannschaft Gold.
2008 bei ihren ersten Olympischen Spielen in Peking belegte sie im Einzel den 18. Platz,
2012 errang sie die Goldmedaille in der Einzelkonkurrenz mit 9:8 gegen Britta Heidemann.
2014 gewann Schemjakina bei den Weltmeisterschaften in Kasan Bronze im Einzel. 2022 wurde sie in Antalya mit der Mannschaft bei den Europameisterschaften Dritte.